# Équipe de Suisse féminine de hockey sur glace
Cet article traite de l'équipe féminine. Pour l'équipe masculine, voir Équipe de Suisse de hockey sur glace.
L'équipe de Suisse féminine de hockey sur glace est la sélection des meilleures joueuses suisses de hockey sur glace. Elle est gérée par la Fédération suisse de hockey sur glace. La Suisse est classée 5e sur 42 équipes au classement IIHF 2021 .

## Effectif
| No    | Nom                 | Position  | Club                                |
| ----- | ------------------- | --------- | ----------------------------------- |
| +003, | Sarah Forster       | Défenseur | AIK IF (SDHL)                       |
| +007, | Lara Stalder - C    | Attaquant | Brynäs IF (SDHL)                    |
| +008, | Kaleigh Quennec     | Attaquant | Carabins de Montréal (U Sports)     |
| +009, | Shannon Sigrist     | Défenseur | Linköpings HC (SDHL)                |
| +012, | Lisa Rüedi          | Attaquant | ZSC Lions (SWHL A)                  |
| +014, | Evelina Raselli - A | Attaquant | Pride de Boston (LNHF)              |
| +015, | Laura Zimmermann    | Attaquant | EV Bomo Thoune (SWHL A)             |
| +016, | Nicole Vallario     | Défenseur | Tommies de Saint-Thomas (en) (NCAA) |
| +017, | Lara Christen       | Défenseur | ZSC Lions (SWHL A)                  |
| +018, | Stefanie Wetli      | Défenseur | HC Thurgau Ladies (SWHL A)          |
| +020, | Andrea Brändli      | Gardien   | Buckeyes d'Ohio State (NCAA)        |
| +021, | Rahel Enzler        | Attaquant | Black Bears du Maine (NCAA)         |
| +022, | Sinja Leemann       | Défenseur | ZSC Lions (SWHL A)                  |
| +023, | Nicole Bullo        | Défenseur | HC Lugano Ladies-Team (SWHL A)      |
| +024, | Noemi Ryhner        | Attaquant | Luleå HF (SDHL)                     |
| +025, | Alina Müller - A    | Attaquant | Huskies de Northeastern (NCAA)      |
| +026, | Dominique Rüegg     | Attaquant | ZSC Lions (SWHL A)                  |
| +028, | Alina Marti         | Attaquant | ZSC Lions (SWHL A)                  |
| +029, | Saskia Maurer       | Gardien   | Tommies de Saint-Thomas (NCAA)      |
| +039, | Caroline Spies      | Gardien   | EHC Basel (SWHL A)                  |
| +071, | Lena Lutz           | Attaquant | HC Lugano Ladies-Team (SWHL A)      |
| +088, | Phoebe Staenz       | Attaquant | Leksands IF (SDHL)                  |
| +098, | Keely Moy           | Attaquant | Crimson d'Harvard (NCAA)            |

## Résultats

### Jeux olympiques
- 1998 - Ne participe pas
- 2002 - Non qualifiée
- 2006 - Septième
- 2010 - Cinquième
- 2014 -
- 2018 - Cinquième
- 2022 - Quatrième

### Championnats du monde
- 1990 — Cinquième
- 1992 — Huitième
- 1994 — Septième
- 1997 — Septième
- 1999 — Huitième
- 2000 — Dixième (2° du Groupe B)
- 2001 — Neuvième (1er du Groupe B)
- 2003 — Division élite annulée
- 2004 — Huitième
- 2005 — Neuvième (1er de Division I)
- 2007 — Cinquième
- 2008 — Quatrième
- 2009 — Septième
- 2011 — Sixième
- 2012 —
- 2013 — Sixième
- 2014 — Division élite non disputée
- 2015 — Sixième
- 2016 — Septième
- 2017 — Septième
- 2018 — Division élite non disputée
- 2019 — Cinquième
- 2020 — Annulé en raison du coronavirus[4]
- 2021 — Quatrième
- 2022 — Quatrième
- 2023 — Quatrième

Note :  Promue ;  Reléguée

### Coupe des nations
Cette compétition est également connue sous ses anciens noms, la Coupe Air Canada, Coupe des nations MLP et Coupe Meco.
- 2003 –  (Coupe Air Canada)
- 2004 –  (Coupe Air Canada)
- 2005 –  (Coupe Air Canada)
- 2006 –  (Coupe Air Canada)
- 2007 –  (Coupe Air Canada)
- 2008 – Cinquième (Coupe Air Canada)
- 2009 – Sixième (Coupe des nations MLP)
- 2010 –  (Coupe des nations MLP)
- 2011 – Cinquième (Coupe des nations MLP)
- 2012 – Quatrième (Coupe Meco)
- 2013 – Sixième (Coupe Meco)
- 2014 – Cinquième (Coupe Meco)
- 2015 – Cinquième (Coupe Meco)
- 2016 – Sixième (Coupe des nations)
- 2017 – Cinquième (Coupe des nations)
- 2018 –  (Coupe des nations)

### Championnats d'Europe
- 1989 - Cinquième
- 1991 - Cinquième
- 1993 - Cinquième
- 1995 -
- 1996 - Cinquième

### Classement mondial
| Année | Rang | Points | Progression |
| ----- | ---- | ------ | ----------- |
| 2003  | 9    | 1435   | -           |
| 2004  | 8    | 2435   | +1          |
| 2005  | 9    | 2430   | -1          |
| 2006  | 8    | 2480   | +1          |
| 2007  | 7    | 2555   | +1          |
| 2008  | 5    | 2645   | +2          |
| 2009  | 5    | 2630   | ±0          |
| 2010  | 5    | 2640   | ±0          |
| 2011  | 6    | 2620   | -1          |
| 2012  | 4    | 2685   | +2          |

| Année      | Rang | Points | Progression |
| ---------- | ---- | ------ | ----------- |
| 2013       | 5    | 2665   | -1          |
| Fév. 2014  | 3    | 2720   | +2          |
| Avril 2014 | 3    | 3840   | ±0          |
| 2015       | 4    | 3520   | -1          |
| 2016       | 6    | 3180   | -2          |
| 2017       | 6    | 2865   | ±0          |
| Fév. 2018  | 6    | 3 645  | ±0          |
| Avril 2018 | 5    | 3 655  | +1          |
| 2019       | 5    | 3 415  | ±0          |
| 2020       | 5    | 3 170  | ±0          |
| 2021       | 5    | 2 955  | ±0          |

## Équipe moins de 18 ans

### Championnat du monde moins de 18 ans
L'équipe des moins de 18 ans a participé dès la première édition du championnat du monde pour cette catégorie.
- 2008 — Septième
- 2009 — Huitième
- 2010 — Neuvième (1er de Division I)
- 2011 — Septième
- 2012 — Huitième
- 2013 — Dixième (2e de Division I)
- 2014 — Neuvième (1er de Division I)
- 2015 — Septième
- 2016 — Septième
- 2017 — Septième
- 2018 — Septième
- 2019 — Sixième
- 2020 — Septième
- 2021 — Annulé en raison du coronavirus

### Jeux olympiques de la jeunesse
- 2012 — Ne participe pas
- 2016 —